# Gepy & Gepy
Gepy & Gepy, de son vrai nom Giampiero Scalamogna (13 juin 1943 — 3 juillet 2010), est un chanteur, auteur-compositeur, producteur et arrangeur italien. De par sa voix puissante et son physique robuste, il a souvent été comparé à Barry White et Demis Roussos.

## Biographie
Né à Rome, Scalamogna fait ses débuts en 1965, lorsqu'il fonde le duo Dany & Gepy avec Daniela Casa, et commence peu après sa carrière solo sous le nom de Gepy & Gepy. Dans les années 1970, il produit Ornella Vanoni avec qui il produit une chanson en duo à succès, Più. À la fin des années 1970, il se concentre sur le genre disco, composant et interprétant des chansons telles que Body to Body (thème d'ouverture de l'émission télévisée Discoring diffusée sur la chaîne Rai) et Blu. Sa chanson African Love Song faisait partie de la playlist de Nicky Siano du Studio 54. Il décède à 67 ans d'une forme sévère de pneumonie.

## Discographie

### Albums studio
- 1979 : Body to Body (Baby Records)
- 1994 : The Best (BMG)

### Singles
- 1967 : Baby è un'abitudine averti qui/Una strada (ARC)
- 1967 : Il mio destino/Una strada (ARC)
- 1969 : Casatschok/Casatschok (RCA Italiana)
- 1977 : Blu/Bellissimo (Vanilla)
- 1978 : Chi... io?/Se tu fossi me (Vanilla)
- 1979 : Angelo Blu/Magic Music (Baby Records)
- 1979 : Body to Body/Oh Darling, Stay With Me (Baby Records)
- 1980 : African Love Song/Magic Music (Strand)
- 1981 : Teneramente/Sera sarà (Baby Records)
- 1983 : Serenata per una notte blu/Angela (RCA Original Cast)
- 1984 : top Your Love/My Love (Piramide Azzurra)
- 1989 : Per lei/Per lei (Zerolandia)
- 2017 : Body to Body/African Love Song (Best Record Italy)